# 草加市スポーツ健康都市記念体育館
エネクルスポーツアリーナ SOKA(旧草加市スポーツ健康都市記念体育館)は、埼玉県草加市瀬崎にある屋内スポーツ施設。
なお、草加市に本社を置く堀川産業グループが2024年10月に命名権を取得しており、名称を「草加市スポーツ健康都市記念体育館」から「エネクルスポーツアリーナ SOKA」としている。

## 概要
草加市は1978年10月に「スポーツ健康都市宣言」を行った。市民のスポーツ運動に関する基礎調査を行い、市民スポーツの拠点と国際大会等の公式試合が行える施設として「総合スポーツセンター」構想をまとめて建設した体育館で、1984年に着工し1986年2月3日に供用を開始した。総工事費は23億8800万円。
2004年の第59回国民体育大会にむけて機能向上を図るため、2001年5月に改修工事の着工を決めた。工費は1億7900万円。
2006年4月より指定管理者として、公益財団法人草加市スポーツ協会が管理運営に当たっている。2009年度の利用者数は、約19万人弱である。

## 施設
- メインアリーナ
  - 面積 2,534.4m2
  - 利用可能数 - バレーボール 4面、バスケット 3面、バドミントン 15面、ハンドボール 2面。
  - 収容人数 - 1,277人（固定席:806人、可動席: 471人）
- サブアリーナ
  - 面積 577.4m2
  - 利用可能数 - バレーボール 1面、バスケット 1面、バドミントン 3面。
- トレーニング室 - 307m2
- 柔道場 - 162畳
- 剣道場 - 329m2
- 相撲場 - 136m2 1面
- 卓球場 - 8台
- 弓道場 - 580m2、5人立
- ランニングコース（メインアリーナ周回） - 1周220m

## 主な大会、イベント
- こけら落としとして、1986年2月8日にバレーボール日本リーグの日立-イトーヨーカドー戦とダイエー-富士フイルム戦が行われた[5]。
- 2000年12月4日に地元の草加有沢ボクシングジム主催のプロボクシング興行が開かれ、メインエベントではコウジ有沢が篠崎哲也を降し日本スーパーフェザー級王座6度目（通算11度）の防衛を果たした。この大会ではコウジの双子の兄であるカズ有沢の引退興行も兼ねて開かれ、畑山隆則とエキシビションを行った。
- 2004年の彩の国まごころ国体では、相撲競技の会場として使用された[6]。

## アクセス
- 東武スカイツリーライン谷塚駅よりバス、「草加記念体育館」下車。